# Українське державне тріо
Українське Державне Тріо у складі Микола Полевський (фортепіано), Людмила Тимошенко-Полевська (віолончель), О. Ілевич (скрипка), постало 1926 у Харкові. Існувало до 1941. 
Виступи тріо проходили  на підприємствах, в робітничих клубах, сільбудах Харківщини. Відбувалися  концерти на території України та Росії. Виконували твори камерної світової класики й пропагувало твори сучасних українських композиторів.
Репертуар тріо складали ансамблеві твори В.Барвінського, К.Богуславського, В.Борисова, П.Козицького, М.Коляди, В.Косенка, Л.Лісовського, Б.Лятошинського, Н.Нижанківського, Й.Прибіка, П.Сениці, А.Рудницького та ін. 